# István Tisza
István Tisza (Pest, 22 aprile 1861 – Budapest, 31 ottobre 1918) è stato un politico ungherese.

## Biografia
Calvinista, di famiglia nobile, figlio di Kálmán Tisza, capo del partito liberale ungherese. Eletto deputato nel 1886 e per due volte, dal 1903 al 1905 e dal 1913 al 1917, fu presidente del Consiglio.
Durante la sua prima presidenza Tisza si batté contro l'ostruzionismo parlamentare dell'opposizione; i suoi duri metodi contro gli avversari politici lo resero impopolare e portarono alla sua sconfitta nelle elezioni del 1905. Nel 1912 Tisza, al tempo presidente della Camera dei Deputati, riuscì a vincere l'ostruzionismo, che aveva reso una farsa la vita parlamentare, riuscendo ad allontanare gli elementi più accesi. L'odio contro di lui arrivò a tal punto che fu oggetto di un attentato in Parlamento.
I reali e più urgenti problemi dell'Ungheria contemporanea, cioè la questione agraria, la condizione sociale degli operai ed il problema delle nazionalità, non vennero neppure sfiorati dal governo di Tisza. Per quanto riguarda il problema delle nazionalità presenti nell'impero austro-ungarico, Tisza pensò di attuare una politica contraria ad ogni concessione alle minoranze, sperando così di paralizzare le forze centripete e di salvare la monarchia; si oppose ad ogni riforma elettorale, benché di idee liberali, ed avversò la concessione del suffragio universale, perché avrebbe avvantaggiato i sudditi non ungheresi della corona d'Ungheria.
In campo sociale Tisza vide nel latifondo l'elemento fondante dello Stato e progettò un suo rafforzamento; fu anche avversario di ogni movimento socialista e considerò l'antitesi tra capitale ed operaio come una realtà essenziale e l'inasprimento di questo divario era dovuto esclusivamente alle agitazioni sindacali. Questo modo di agire del governo gli procurarono la dura opposizione sia dei nazionalisti che dei partiti di sinistra.
Il periodo della sua seconda presidenza coincise con la prima guerra mondiale. Prese inizialmente ferma posizione contro la guerra, ma poi impiegò tutte le sue forze per condurre l'Ungheria fuori dal conflitto in maniera positiva. L'opposizione di sinistra sfruttò la generale esasperazione per provocare la caduta di Tisza nel 1917. Negli ultimi giorni di guerra fu ritenuto, a torto, un istigatore della prima guerra mondiale e il 31 ottobre 1918 fu assassinato da soldati ammutinati.